# Вик, Джанкарло
Джанкарло Вик (итал. Gian Carlo Wick; 15 октября 1909, Турин, Италия — 20 апреля 1992,  Турин, Италия) — итальянский физик-теоретик. Известность принесли работы по квантовой теории поля.

## Награды и признание
Член Национальной академии наук США (1963), Американской академии искусств и наук (1970), Национальной академии деи Линчеи (1994).
В число наград входят:
- Премия Дэнни Хайнемана в области математической физики (1967) [3]
- Медаль Маттеуччи (1980) [4].